# Salas Bajas
Salas Bajas è un comune spagnolo di 167 abitanti situato nella comunità autonoma dell'Aragona.

Fa parte della comarca del Somontano de Barbastro.